# Syrenmätare
Syrenmätare (Apeira syringaria) är en fjärilsart som beskrevs av Carl von Linné 1758. Syrenmätare ingår i släktet Apeira och familjen mätare. Arten är reproducerande i Sverige. Inga underarter finns listade i Catalogue of Life.

## Bildgalleri

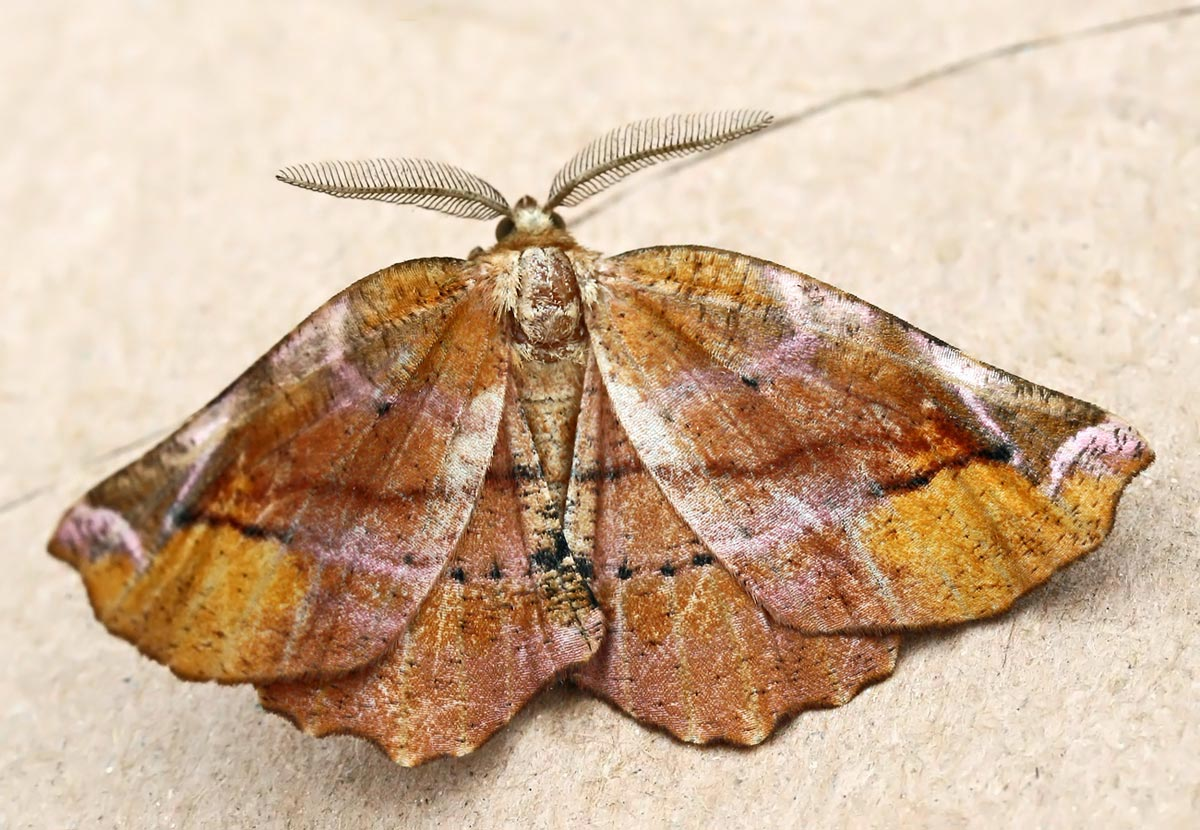
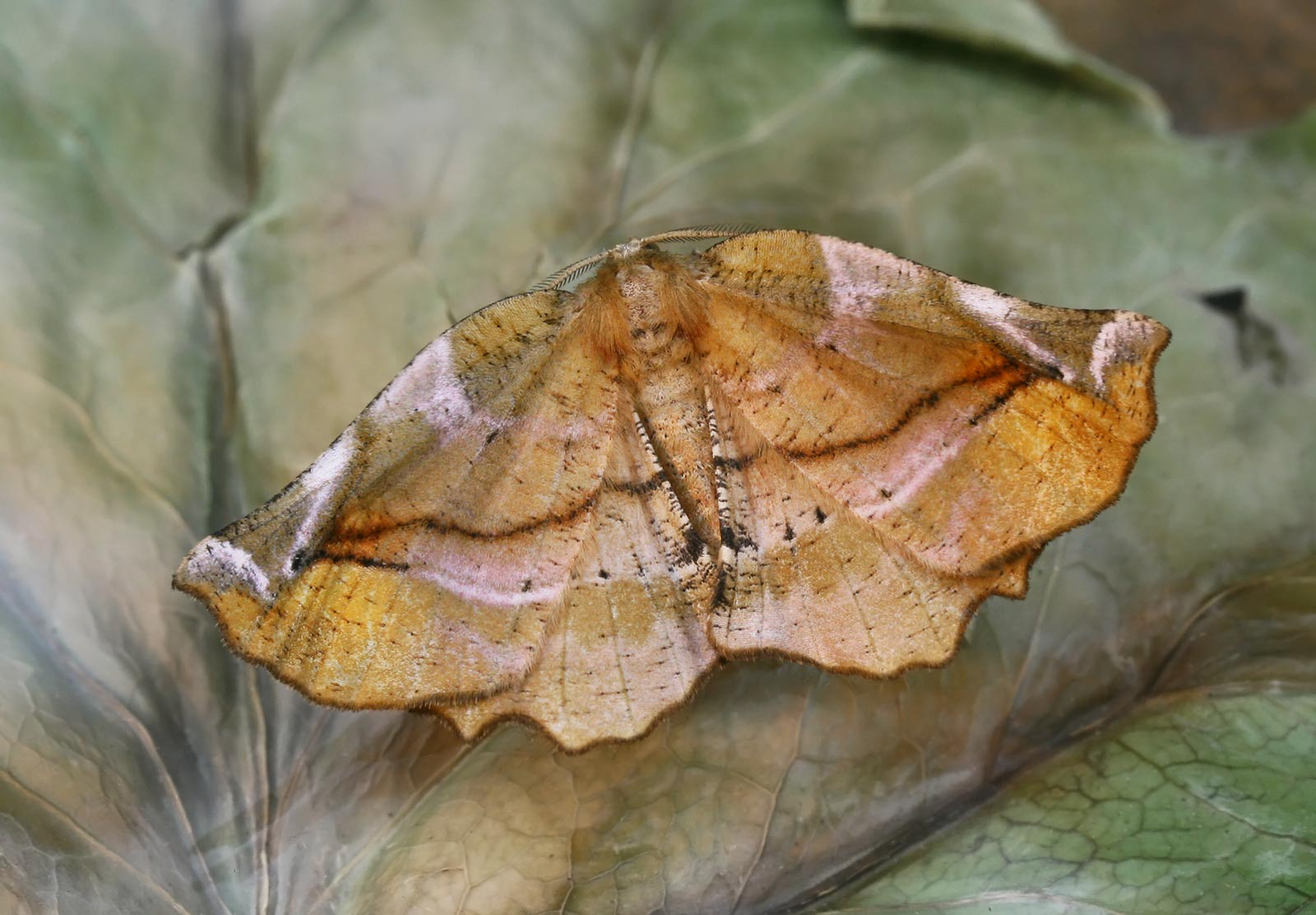
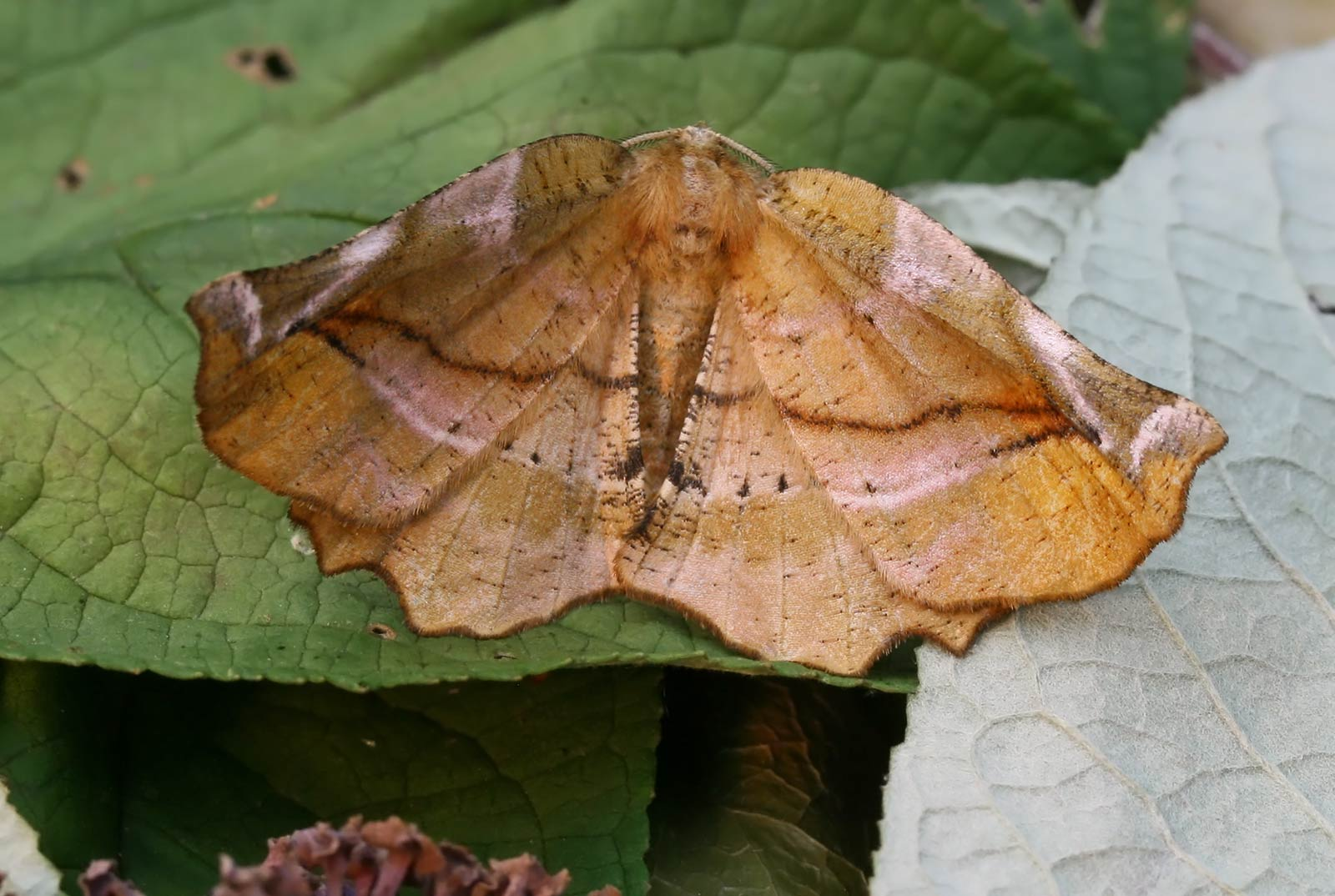
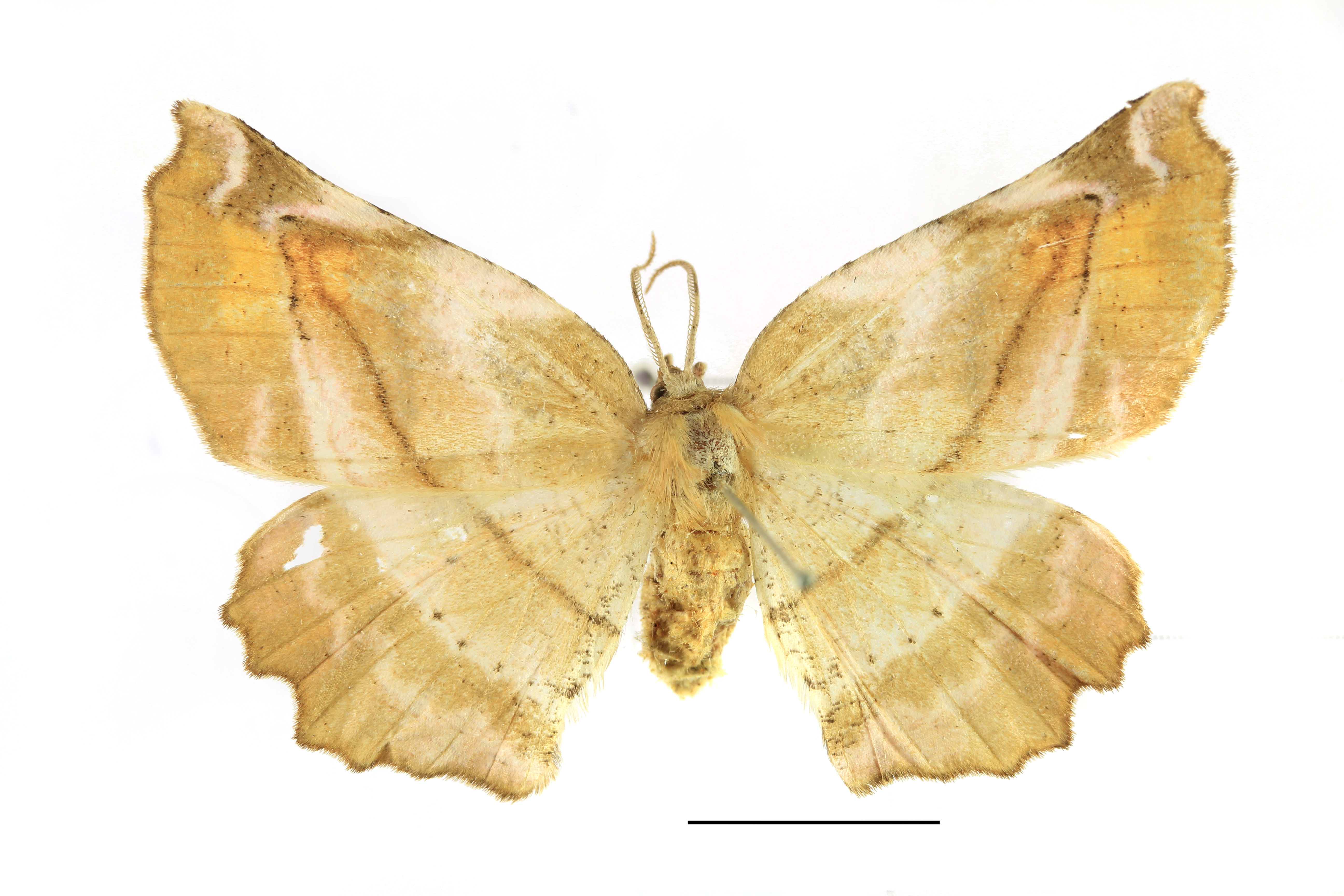
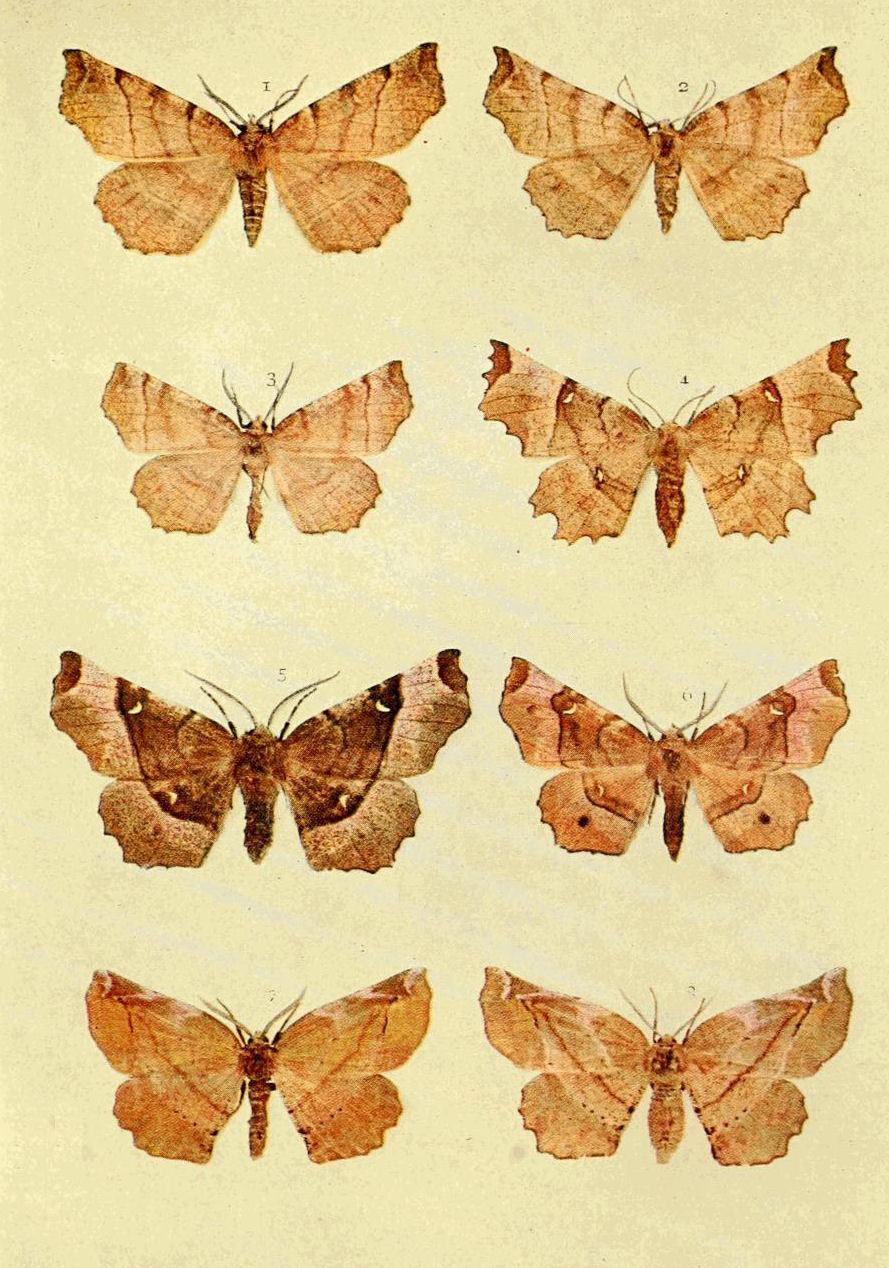
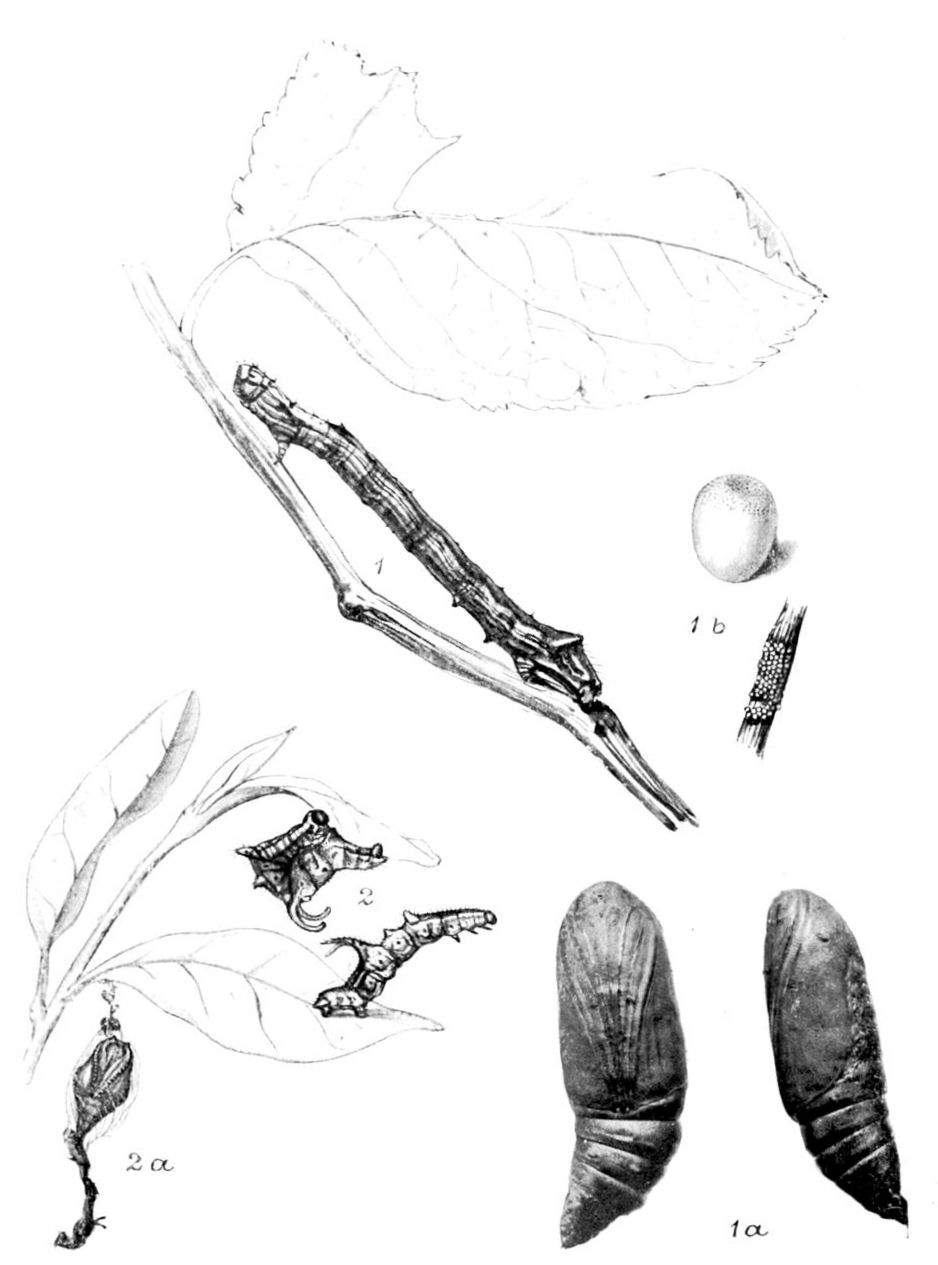